# Al-Azi
al-Azi (hebrejsky אל -עזי, v oficiálním přepisu do angličtiny al-Azy, přepisováno též al-'Azi) je arabská vesnice v Izraeli, v Jižním distriktu, v Oblastní radě Jo'av.

## Geografie
Leží v nadmořské výšce 97 metrů na okraji pobřežní nížiny, v regionu Šefela.
Obec se nachází 20 kilometrů od břehu Středozemního moře, cca 40 kilometrů jihojihovýchodně od centra Tel Avivu, cca 40 kilometrů jihozápadně od historického jádra Jeruzalému a 6 kilometrů východně od města Kirjat Mal'achi. Al-Azi obývají Arabové, přičemž osídlení v tomto regionu je etnicky převážně židovské.
Al-Azi je na dopravní síť napojen pomocí místní komunikace, která západně od osady ústí do dálnice číslo 3. Po východním okraji vesnice probíhá železniční trať z Tel Avivu do Beerševy, která zde ale nemá stanici, a podél ní rovněž dálnice číslo 6 (Transizraelská dálnice).

## Dějiny
Al-Azi je osadou obývanou jedinou rozvětvenou arabskou muslimskou rodinou al-Azi. Zabývají se zemědělstvím a chovem dobytka. Vznikla před cca 300 lety. Půdu obyvatelům poskytl tehdejší osmanský sultán. Ve 30. a 40. letech 20. století, kdy se v tehdejší mandátní Palestině vyostřoval konflikt mezi Židy a Araby, si zdejší obyvatelé udrželi přátelské vztahy s židovskými osadníky v okolní krajině a prodávali zemědělskou půdu Židovskému národnímu fondu.
Korektní vztahy se podařilo udržet i během války za nezávislost v roce 1948, kdy tuto oblast ovládla izraelská armáda a kdy skončilo i arabské osídlení v tomto regionu. Právě osada rodiny al-Azi byla jediná, jež byla zachována. V následujících dekádách ovšem existovala osada bez oficiálního uznání za administrativně samostatnou obec. Za tu byla uznána až roku 2001.
Počátkem 21. století vyrostla podél východního okraje osady dálnice číslo 6. Izraelská pozemková správa pak rozhodla kompenzovat zdejší obyvatele převodem 70 dunamů (7 hektarů) pozemků z jurisdikce sousední židovské vesnice Kfar Menachem pod správu al-Azi, i přes protesty obyvatel z Kfar Menachem. Předáci z al-Azi poukazovali na to, že kromě výstavby dálnice byla jejich obec postižena již předtím zábory pozemků kvůli výstavbě železniční trati a plynovodu.

## Demografie
Podle údajů z roku 2014 tvořili obyvatelstvo v al-Azi Arabové. Jde o malou obec vesnického typu s dlouhodobě rostoucí populací. K 31. prosinci 2014 zde žilo 186 lidí. Během roku 2014 populace stoupla o 1,6 %.
| Rok            | 2001 | 2003 | 2004 | 2005 | 2006 | 2007 | 2008 | 2009 | 2010 | 2011 | 2012 | 2013 | 2014 |
| -------------- | ---- | ---- | ---- | ---- | ---- | ---- | ---- | ---- | ---- | ---- | ---- | ---- | ---- |
| Počet obyvatel | 96   | 79   | 82   | 88   | 93   | 95   | 97   | 145  | 152  | 146  | 187  | 183  | 186  |